# TRY 2004
Piramida TRY 2004 – projekt ogromnej piramidy, która ma powstać w zatoce Tokio. Projektanci zakładają, że piramida pomieści około 750 tys. osób oraz będzie miała wysokość około 4 kilometrów. Zaproponowana struktura jest tak duża, że nie może być zbudowany z materiałów dostępnych obecnie, ze względu na ich masę własną. Projekt opiera się na materiałach dostępnych w przyszłości, na przykład superlekkich nanorurkach węglowych.